# Кышлалы, Ахмет Танер
Ахмет Танер Кышлалы (тур. Ahmet Taner Kışlalı; 10 июля 1939 года ― 21 октября 1999 года) ― турецкий интеллектуал, политолог, юрист, колумнист газеты Cumhuriyet, академик и политик.

## Биография
Ахмет Кышлалы провёл свое детство в Килисе. В 1957 году окончил лицей Кабаташ в Стамбуле.
Получил степень в Школе политических наук Университета Анкары в 1963 году. В студенческие годы работал в газете Yeni Gün, издаваемой в Анкаре. Получил докторскую степень в Парижском университете, защитив диссертацию под названием «Политические силы в современной Турции» на факультете конституционного права и политических наук. Начал свою академическую карьеру в качестве лектора в анкарском Университете Хаджеттепе. Затем он перешёл в Школу политических наук в университете Анкары.
В 1977 году Кышлалы был избран в парламент Турции, Великое национальное собрание, в качестве депутата от Измира. Между 1978 и 1979 годами он занимал должность министра культуры в правительстве премьер-министра Бюлента Эджевита. Во время пребывания на посту он возобновил усилия по печати классических произведений государственными издательствами, делая их доступными для масс по разумным ценам.
После военного переворота 12 сентября 1980 года Ахмет Танер Кышлалы вернулся в университет и стал профессором в 1988 году. После выхода на пенсию он продолжал читать лекции по политологии на факультете коммуникации в Университете Анкары. Начиная с 1991 года он имел регулярную колонку в левой газете Cumhuriyet с заголовком «Haftaya Bakış» («Взгляд на неделю»).

### Убийство
21 октября 1999 года, вскоре после того, как отправил факсом свою статью в Cumhuriyet, в 9:40 ч по местному времени, Кышлалы покинул свой дом и направился к своей машине. Когда он сел в машину, он заметил пакет, лежащий на стеклоочистителе. Он поднял его левой рукой, и в этот момент произошёл взрыв, оторвавший его левую руку от локтя. Его наручные часы пробили череп вместе с осколками бомбы. Его жена Нилюфер Кышлалы немедленно обратилась в скорую и его быстро доставили в больницу, где, однако, только лишь констатировали его смерть.
За убийством Кышлалы предположительно стояли исламские террористы. Незадолго до смерти он опубликовал статью, в которой критиковал утверждения, что произошедшее в августе 1999 года землетрясение в Измите ниспослано высшими силами на Турцию в качестве наказания за подавление правительством ислама
В Великом национальном собрании Турции, на факультете коммуникаций в Университете Анкары, в Большом театре Оперного театра Анкары, в офисе газеты Cumhuriyet в Анкаре прошли траурные мероприятия. Тело убитого доставили в мечеть Коджатепе и похоронили на кладбище Каршияка в Анкаре.